# Simon Lovelace
Simon Lovelace est un personnage de La Trilogie de Bartiméus, de Jonathan Stroud.

## Biographie fictive
On le voit dès le début du tome 1. Il y inflige une humiliation à Nathaniel. Plus tard, il enverra le mercenaire Verroq s'emparer de l'Amulette de Samarcande, avant que Nathaniel ne la vole, avec l'aide de Bartiméus. Il recouvrera tout de même l'Amulette, et pourra mettre, à Heddleham Hall, son complot à exécution. Mais ses plans (et sa vie) sont annihilés par le même duo.